# Schloss Atzenbrugg
Het Schloss Atzenbrugg, een voormalig landkasteel in Atzenbrugg in het westelijk deel van het Tullnerbekken in Neder-Oostenrijk, is nu een museum over leven en werk van de componist Franz Schubert.
De geschiedenis van dit gebouw gaat terug tot de middeleeuwen. Destijds had het kasteel een ringgracht.
Sinds 1379 was het in het bezit van het klooster Stift Klosterneuburg. In 1398 werd een bestaande kapel vergroot en aan de Heilige Katharina gewijd.
Tijdens de tweede belegering door de Turken werd het kasteel ernstig beschadigd. In 1691 werden door de Italiaanse stukadoor Domenico Piazzol herstellingen uitgevoerd. Verdere restauratie gebeurde rond 1746.

## Schubert
Begin 19e eeuw was de jurist Joseph Derffel rentmeester van het domein. Door zijn neef Franz von Schober kwamen Franz Schubert en zijn vrienden geregeld enkele dagen op bezoek in Atzenbrugg, waar zij musiceerden en balspelen beoefenden. Meerdere jaren vonden hier Schubertiaden plaats.
Tegen het einde van de 20e eeuw leidden de activiteiten van een reeks Schubertianen – waaronder Rosa Schwab (1921–2009) – tot concertcycli door internationaal bekende Schubert-uitvoerders, waarvan de inkomsten voor de renovatie van het slot en de inrichting van een Schubertmuseum ter beschikking werden gesteld.
Sinds 1977 is het kasteel in bezit van de gemeente.